# Liste der Biografien/Fischer, T
Liste der Biografien |
Portal Biografien |
T Personensuche
# |
A |
B |
C |
D |
E |
F |
G |
H |
I |
J |
K |
L |
M |
N |
O |
P |
Q |
R |
S |
T |
U |
V |
W |
X |
Y |
Z |
?
 
Fa |
Fe |
Ff |
Fh |
Fi |
Fj |
Fk |
Fl |
Fm |
Fn |
Fo |
Fr |
Ft |
Fu |
Fy
 
Fia |
Fib |
Fic |
Fid |
Fie |
Fif |
Fig |
Fih |
Fii |
Fij |
Fik |
Fil |
Fim |
Fin |
Fio |
Fip |
Fiq |
Fir |
Fis |
Fit |
Fiu |
Fiv |
Fix |
Fiz
 
Fisa |
Fisb |
Fisc |
Fise |
Fish |
Fisi |
Fisk |
Fisl |
Fism |
Fiso |
Fisq |
Fiss |
Fist |
Fisu |
Fisz
 
Fisce |
Fisch |
Fiscu
 
Fischa |
Fischb |
Fischd |
Fische |
Fischg |
Fischh |
Fischi |
Fischl |
Fischm |
Fischn |
Fischo |
Fischt
 
Fisched |
Fischel |
Fischen |
Fischer |
Fischet
 
Fischer, A |
Fischer, B |
Fischer, C |
Fischer, D |
Fischer, E |
Fischer, F |
Fischer, G |
Fischer, H |
Fischer, I |
Fischer, J |
Fischer, K |
Fischer, L |
Fischer, M |
Fischer, N |
Fischer, O |
Fischer, P |
Fischer, R |
Fischer, S |
Fischer, T |
Fischer, U |
Fischer, V |
Fischer, W |
Fischer, X |
Fischer, Y |
Fischer, Z |
Fischera |
Fischerk |
Fischerm |
Fischern |
Fischero
Die Liste der Biografien führt alle Personen auf, die in der deutschsprachigen Wikipedia einen Artikel haben. Dieses ist eine Teilliste mit 42 Einträgen von Personen, deren Namen mit den Buchstaben „Fischer, T“ beginnt.

## Fischer, T

### Fischer, Ta
- Fischer, Takayo (* 1932), US-amerikanische Schauspielerin
- Fischer, Tami (* 1996), deutsche Autorin
- Fischer, Tara (* 1998), deutsche Nachwuchsdarstellerin, Schauspielerin

### Fischer, Th
- Fischer, Theo (1926–2023), deutscher Komponist
- Fischer, Theo (1930–2024), Schweizer Politiker (CVP)
- Fischer, Theo (1931–2013), deutscher Autor
- Fischer, Theo (* 1937), Schweizer Politiker (SVP)
- Fischer, Theobald (1846–1910), deutscher Geograph
- Fischer, Theodor (1817–1873), deutscher Maler
- Fischer, Theodor (1824–1908), deutscher Maler, Zeichenlehrer sowie Fotograf
- Fischer, Theodor (1862–1938), deutscher Architekt, Stadtplaner und Hochschullehrer
- Fischer, Theodor (1872–1925), Schweizer Kaufmann, Zeichner, Maler, Schriftsteller und Erzähler
- Fischer, Theodor (1878–1957), Schweizer Kunsthändler
- Fischer, Theodor (1895–1957), Schweizer Politiker der Frontenbewegung
- Fischer, Theodor, deutscher Fechter und Olympiateilnehmer
- Fischer, Theresia (* 1992), deutsche Reality-TV-Teilnehmerin und Model
- Fischer, Thomas (* 1940), österreichischer Schauspieler bei Bühne, Film und Fernsehen
- Fischer, Thomas (1944–1994), deutscher Althistoriker und Numismatiker
- Fischer, Thomas (* 1947), deutscher Historiker
- Fischer, Thomas (* 1949), deutscher provinzialrömischer Archäologe
- Fischer, Thomas (* 1953), deutscher Rechtswissenschaftler und Richter am BundesgerichtshofThomas Fischer (* 1953)

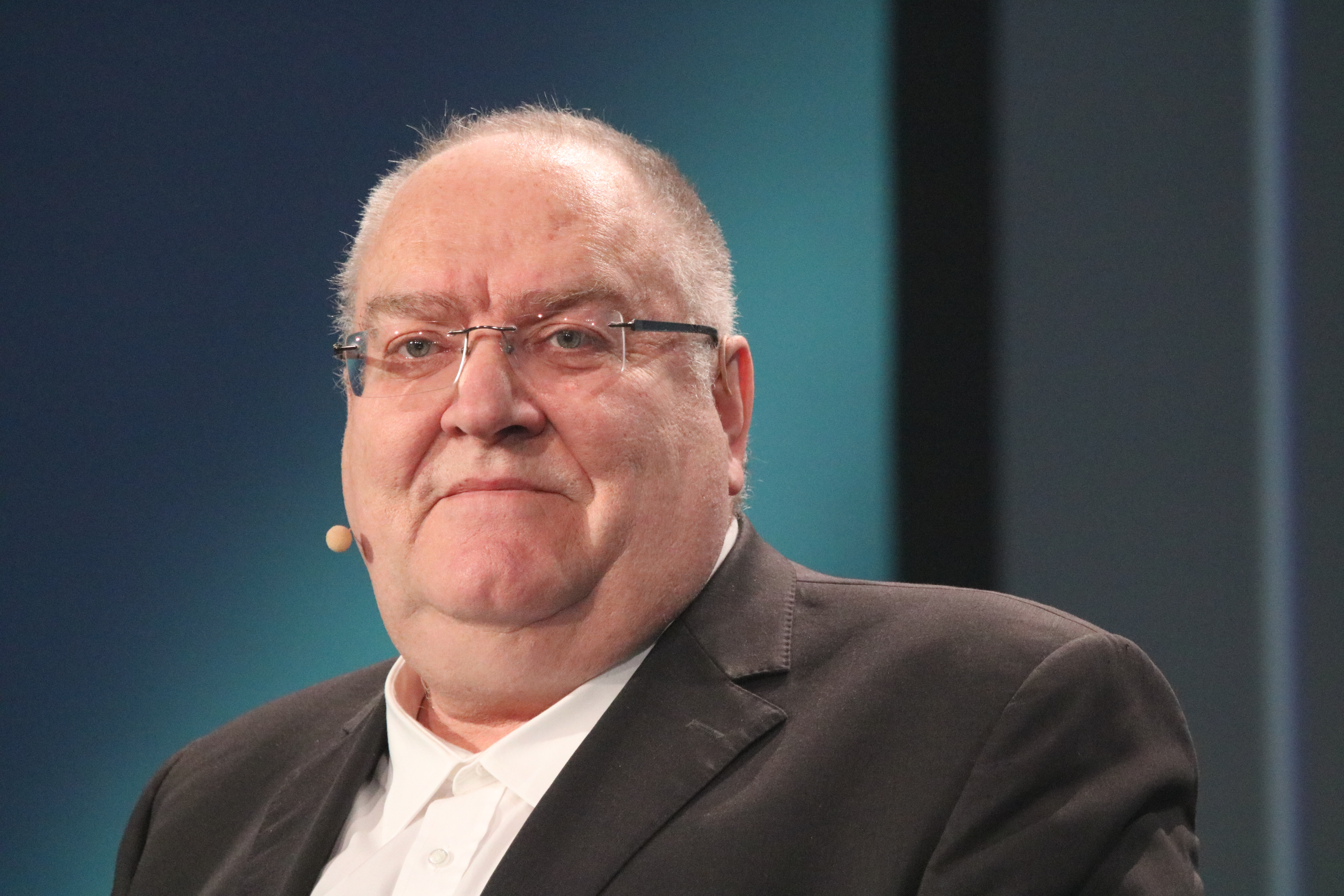
Thomas Fischer (* 1953)

- Fischer, Thomas (* 1954), deutsch-portugiesischer Journalist
- Fischer, Thomas (* 1955), deutscher Fußballtorwart
- Fischer, Thomas (* 1959), Schweizer Historiker
- Fischer, Thomas (* 1963), deutscher Eisschnellläufer und Fußballspieler
- Fischer, Thomas (* 1969), deutscher Radsportler
- Fischer, Thomas (* 1984), deutscher Eishockeyspieler
- Fischer, Thomas (* 1986), deutscher Freestyle-Skisportler
- Fischer, Thomas F. (* 1954), deutscher Performer, Zeichner und Installationskünstler
- Fischer, Thomas Gabriel (* 1963), Schweizer Sänger und Gitarrist
- Fischer, Thomas M. (* 1961), deutscher Wirtschaftswissenschaftler
- Fischer, Thomas R. (* 1947), deutscher Bankier

### Fischer, Ti
- Fischer, Tibor (* 1959), britischer Schriftsteller
- Fischer, Tim (* 1973), deutscher Chansonnier und SchauspielerTim Fischer (* 1973)
- Fischer, Tim (* 1994), deutscher Segler

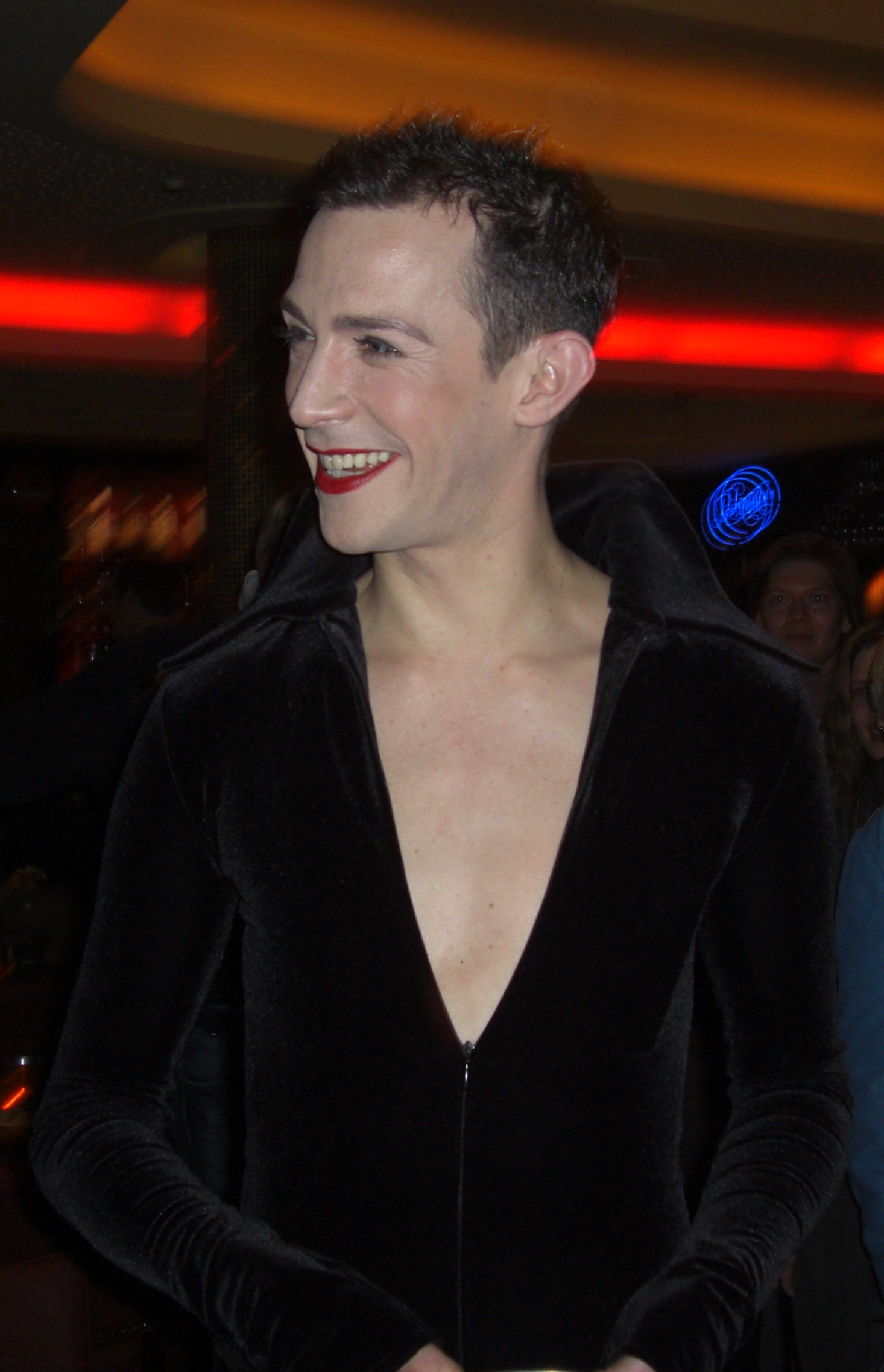
Tim Fischer (* 1973)

- Fischer, Tina (* 1970), deutsche Golfspielerin
- Fischer, Tina (* 1971), deutsche Politikerin (SPD), MdL

### Fischer, To
- Fischer, Tobias (* 1984), Schweizer Schauspieler
- Fischer, Tom, US-amerikanischer Jazz-Klarinettist und -Saxophonist
- Fischer, Tommy (* 1965), deutscher Schlagersänger
- Fischer, Torsten (* 1958), deutscher Theaterregisseur und Theaterintendant
- Fischer, Torsten C. (* 1963), deutscher Filmregisseur und Drehbuchautor